# Prestissimo
Prestissimo, en música, és la més ràpida de totes les indicacions de tempo que s'utilitzen. És el superlatiu de presto que significa 'ràpid' en italià. Es pot traduir com a 'molt ràpid' o com a 'el més ràpid possible'.
  Quart i darrer moviment (Prestissimo) del quintet Opus 62, número 4 de Luigi Boccherini (?·pàg.)
 [[Media:Gerhart Münch spielt Alexander Skrjabin- "Sonata No.4, Op.23 Prestissimo volando".oga|Prestissimo volando de la sonata per a piano Op. 4 número 23, d'Aleksandr Skriabin]] (?·pàg.)
Històricament, apareix quasi tan aviat com el presto; ja al segle xvii es troba en obres de Johann Vierdanck (1637) i a la Passió segons Sant Joan de Heinrich Schütz (1665). En algun cas, en aquella època, s'utilitza per indicar el tempo de la sarabanda. Però, tot i que d'ençà del diccionari de Brossard el mot quedà ben definit, no va ser gaire emprat. Haendel l'usa a El Messies, i Beethoven al darrer moviment de la seva sonata per a piano en do menor Op. 10 número 1, i al segon moviment de la sonata en mi major Op. 109.
Sembla que sempre hi va haver un sentiment que un ús massa freqüent d'aquesta indicació portaria a una devaluació del seu efecte. En aquest sentit, sembla com si Schumann no s'hagués atrevit a fer lo servir a la seva sonata per a piano en sol menor, quan el primer moviment el marca 'so rasch wie möglich' (tan ràpid com sigui possible), més tard 'schneller' (més ràpid) i, poc abans del final, 'noch schneller' (encara més de pressa), però mai 'prestissimo'.
Possiblement al darrere de tot hi ha el fet que no hi ha, un tempo que sigui -realment- el més ràpid de tots els possibles, de manera que els compositors sembla que en general s'han acontentat amb la indicació de presto per referir-se, precisament, a això.